# Jagatagaru, Tirthahalli
Jagatagaru là một làng thuộc tehsil Tirthahalli, huyện Shimoga, bang Karnataka, Ấn Độ.